# Gai Livi Dènter
Gai Livi Dènter (en llatí: Gaius Livius Denter) va ser magister equitum del dictador Gai Claudi Crassí Regil·lensis l'any 348 aC. Només es coneix el seu nom, esmentat als Fasti.